# Damenbundesliga 2007 (Football)
Die Damenbundesliga (DBL) Saison 2007 war die 18. Spielzeit in der höchsten Spielklasse des American Football in Deutschland für Frauen. In diesem Jahr wurde die DBL zu einer Lizenzliga aufgewertet, womit sie denselben Status wie die GFL und GFL2 (damals "2. Bundesliga") hat.
Das Eröffnungsspiel der Saison 2007 bestritten die Mülheim Shamrocks gegen die SG Bochum/Münster am 28. April 2007 um 15 Uhr. Die DBL-Saison 2007 wurde von April bis September ausgetragen. Im Anschluss an die reguläre Saison fanden ein Halbfinale und das Finale, der Ladiesbowl XVI statt.
Das Finale wurde am 23. September in München ausgetragen. Sich gegenüber standen die amtierenden Vizemeisterinnen der Berlin Kobra Ladies und die Nürnberg Hurricanes, wobei Berlin den Meistertitel mit 55:18 gewinnen konnte.

## Modus
In der Saison 2007 traten insgesamt zehn Teams in zwei getrennten Gruppen an (vier in Gruppe Nord, sechs in Gruppe Süd). Jede dieser Gruppen trägt ein doppeltes Rundenturnier aus, wobei jedes Team einmal das Heimrecht genießt. Nach jeder Partie erhält die siegreiche Mannschaft zwei und die besiegte null Punkte. Bei einem Unentschieden erhält jede Mannschaft einen Punkt. Die Punkte des Gegners werden als Minuspunkte gerechnet. Nach Beendigung des Rundenturniers wird eine Rangliste ermittelt, bei der zunächst die Anzahl der erzielten Punkte entscheidend ist. Bei Punktgleichheit entscheidet der direkte Vergleich.
Nach den Rundenturnieren spielen die jeweils drei bestplatzierten Mannschaften in zwei Play-off-Runden um die Deutsche Meisterschaft.

Pro Gruppe qualifizieren sich zwei Teams für die Play-offs. In der ersten Runde der Play-offs, dem Halbfinale, spielen die Erst- und Zweitplatzierten der Gruppen jeweils über Kreuz gegeneinander. Hierbei genießen die Gruppenersten Heimrecht. Wer im Halbfinale gewinnt, spielt anschließend im Ladiesbowl gegeneinander.

## Teams
In der Gruppe Nord haben die folgenden Teams am Ligabetrieb teilgenommen:
- Berlin Kobra Ladies (zuvor in Gruppe Süd)
- Braunschweig Lady Lions (zuvor als Spielgemeinschaft mit Bremen Firestarters in Gruppe Süd)
- Hamburg Amazons
- Hamburg Blue Devilyns (erstmalige Ligateilnahme)

In der Gruppe Süd haben die folgenden Teams am Ligabetrieb teilgenommen:
- Dresden Diamonds
- Düsseldorf Pantherladies (erstmalige Ligateilnahme)
- Munich Cowboys Ladies
- Mülheim Shamrocks (zuvor in Gruppe Nord)
- Nürnberg Hurricanes
- Spielgemeinschaft Bochum Miners/Münster Mammuts Ladies (zuvor in Gruppe Nord)

## Saisonverlauf
In diesem Jahr traten zehn Teams in der DBL an. Während die Hamburg Blue Devilyns und die Düsseldorf Pantherladies erstmals an der Liga teilnahmen, wechselten die Berlin Kobra Ladies, Mülheim Shamrocks und die SG Bochum/Münster die Gruppen. Außerdem spielten die Braunschweig Lady Lions mit einer eigenständigen Mannschaft, da die Bremen Firestarters, mit denen sie in der letzten Saison eine Spielgemeinschaft bildeten, sich aufgelöst hatten.
Aufgrund zu weniger Spielerinnen musste die SG Bochum/Münster den Spielbetrieb in der laufenden Saison einstellen, weshalb alle ihre Spiele mit 20:0 für die gegnerischen Mannschaften gewertet wurden.
Gruppensiegerinnen in der Nord-Gruppe wurden ungeschlagen und ohne Gegenpunkte die Berlin Kobra Ladies, die im Halbfinale mit 62:0 gegen die Mülheim Shamrocks gewannen. Gruppenzweite wurden die Hamburg Blue Devilyns.
Südmeisterinnen wurden ebenfalls ungeschlagen die Nürnberg Hurricanes vor den Mülheim Shamrocks. Im Halbfinale gewannen sie mit 50:0 gegen die Hamburg Blue Devilyns und standen damit im Finale gegen Berlin.
Das Saisonfinale, der Ladiesbowl XVI, fand am 23. September im Dantestadion in München statt. Nachdem sie bereits zur Halbzeit deutlich mit 35:12 führten, gewannen die Berlin Kobra Ladies am Ende gegen die Nürnberg Hurricanes mit 55:18. Für die Berlinerinnen war es der erste Meisterschaftstitel.

### Abschlusstabellen
| Gruppe Nord | Gruppe Nord             | Gruppe Nord | Gruppe Nord | Gruppe Nord | Gruppe Nord | Gruppe Nord | Gruppe Nord |    | Gruppe Süd               | Gruppe Süd | Gruppe Süd | Gruppe Süd | Gruppe Süd | Gruppe Süd | Gruppe Süd | Gruppe Süd |
| #           | Team                    | Punkte      | Sp          | S           | U           | N           | TD-Pkt.     | #  | Team                     | Punkte     | Sp         | S          | U          | N          | TD-Pkt.    |            |
| ----------- | ----------------------- | ----------- | ----------- | ----------- | ----------- | ----------- | ----------- | -- | ------------------------ | ---------- | ---------- | ---------- | ---------- | ---------- | ---------- | ---------- |
| 1.          | Berlin Kobra Ladies     | 12:00       | 6           | 6           | 0           | 0           | 266:000     | 1. | Nürnberg Hurricanes      | 20:00      | 10         | 10         | 0          | 0          | 277:530    |            |
| 2.          | Hamburg Blue Devilyns   | 06:60       | 6           | 3           | 0           | 3           | 060:125     | 2. | Mülheim Shamrocks        | 16:40      | 10         | 8          | 0          | 2          | 234:620    |            |
| 3.          | Hamburg Amazons         | 05:70       | 6           | 2           | 1           | 3           | 087:104     | 3. | Dresden Diamonds         | 12:80      | 10         | 6          | 0          | 4          | 150:152    |            |
| 4.          | Braunschweig Lady Lions | 01:11       | 6           | 0           | 1           | 5           | 012:196     | 4. | Munich Cowboys Ladies    | 08:12      | 10         | 4          | 0          | 6          | 108:106    |            |
|             |                         |             |             |             |             |             |             | 5. | Düsseldorf Pantherladies | 04:16      | 10         | 2          | 0          | 8          | 046:242    |            |
| 6.          | SG Bochum/Münster       | 00:20       | 10          | 0           | 0           | 10          | 000:200     |    |                          |            |            |            |            |            |            |            |

Erläuterung: Qualifikation für Play-offs, Stand: 23. September 2007 (Saisonende)

### Play-offs
|  | Halbfinale | Halbfinale            | Halbfinale |  |  | Ladiesbowl XVI | Ladiesbowl XVI      | Ladiesbowl XVI |
|  |            |                       |            |  |  |                |                     |                |
|  |            |                       |            |  |  |                |                     |                |
|  | N1         | Berlin Kobra Ladies   | 62         |  |  |                |                     |                |
|  | S2         | Mülheim Shamrocks     | 0          |  |  |                |                     |                |
|  |            |                       |            |  |  | N1             | Berlin Kobra Ladies | 55             |
|  |            |                       |            |  |  | S1             | Nürnberg Hurricanes | 18             |
|  | S1         | Nürnberg Hurricanes   | 50         |  |  |                |                     |                |
|  | N2         | Hamburg Blue Devilyns | 0          |  |  |                |                     |                |
|  |            |                       |            |  |  |                |                     |                |

Halbfinale
|                          |                             |  |                     |                          |                   |  |                     |
|                          | Berlin 09.09.2007 15:00 Uhr |  | Berlin Kobra Ladies | \| \| 62 : 0 \| \| \| \| | Mülheim Shamrocks |  | Stadion Wilmersdorf |
| (14:0, 13:0, 14:0, 21:0) | Berlin 09.09.2007 15:00 Uhr |  | Berlin Kobra Ladies |                          | Mülheim Shamrocks |  | Stadion Wilmersdorf |
|                          | 62 : 0                      |  |                     |                          |                   |  |                     |
|                          |                             |  |                     |                          |                   |  |                     |

|                   |                               |  |                     |                          |                       |  |                |
|                   | Nürnberg 27.08.2007 15:00 Uhr |  | Nürnberg Hurricanes | \| \| 50 : 0 \| \| \| \| | Hamburg Blue Devilyns |  | Waldsportplatz |
| (15:0, 7:0, 21:0) | Nürnberg 27.08.2007 15:00 Uhr |  | Nürnberg Hurricanes |                          | Hamburg Blue Devilyns |  | Waldsportplatz |
|                   | 50 : 0                        |  |                     |                          |                       |  |                |
|                   |                               |  |                     |                          |                       |  |                |

Ladiesbowl XVI
|                          |                              |  |                     |                           |                     |  |              |
|                          | München 23.09.2007 15:00 Uhr |  | Berlin Kobra Ladies | \| \| 55 : 18 \| \| \| \| | Nürnberg Hurricanes |  | Dantestadion |
| (21:0, 14:12, 20:6, 0:0) | München 23.09.2007 15:00 Uhr |  | Berlin Kobra Ladies |                           | Nürnberg Hurricanes |  | Dantestadion |
|                          | 55 : 18                      |  |                     |                           |                     |  |              |
|                          |                              |  |                     |                           |                     |  |              |